# Astragalus hintonii
Astragalus hintonii är en ärtväxtart som beskrevs av Rupert Charles Barneby. Astragalus hintonii ingår i släktet vedlar, och familjen ärtväxter.

## Underarter
Arten delas in i följande underarter:
- A. h. cofrensis
- A. h. hintonii